# Lange Straße (Goldberg)

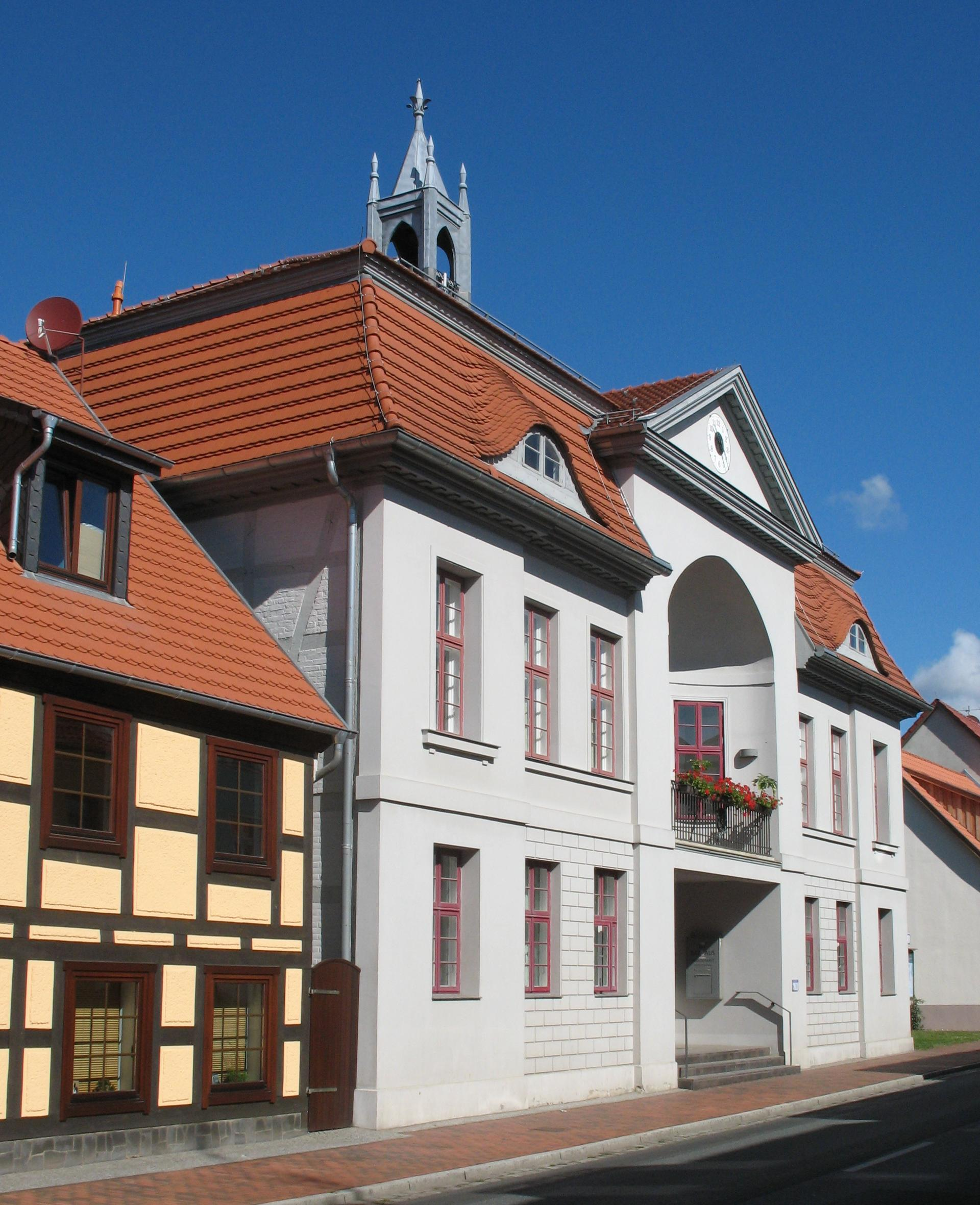
Nr. 67: Rathaus

Die Lange Straße in Goldberg (Mecklenburg-Vorpommern) ist die zentrale Hauptstraße und zugleich die Bundesstraße 192. Sie führt in Nord-Süd-Richtung von der Güstrower Straße und Bollbrügger Weg zur Lübzer Straße.
Viele Gebäude (mit D gekennzeichnet) stehen unter Denkmalschutz.

## Nebenstraßen

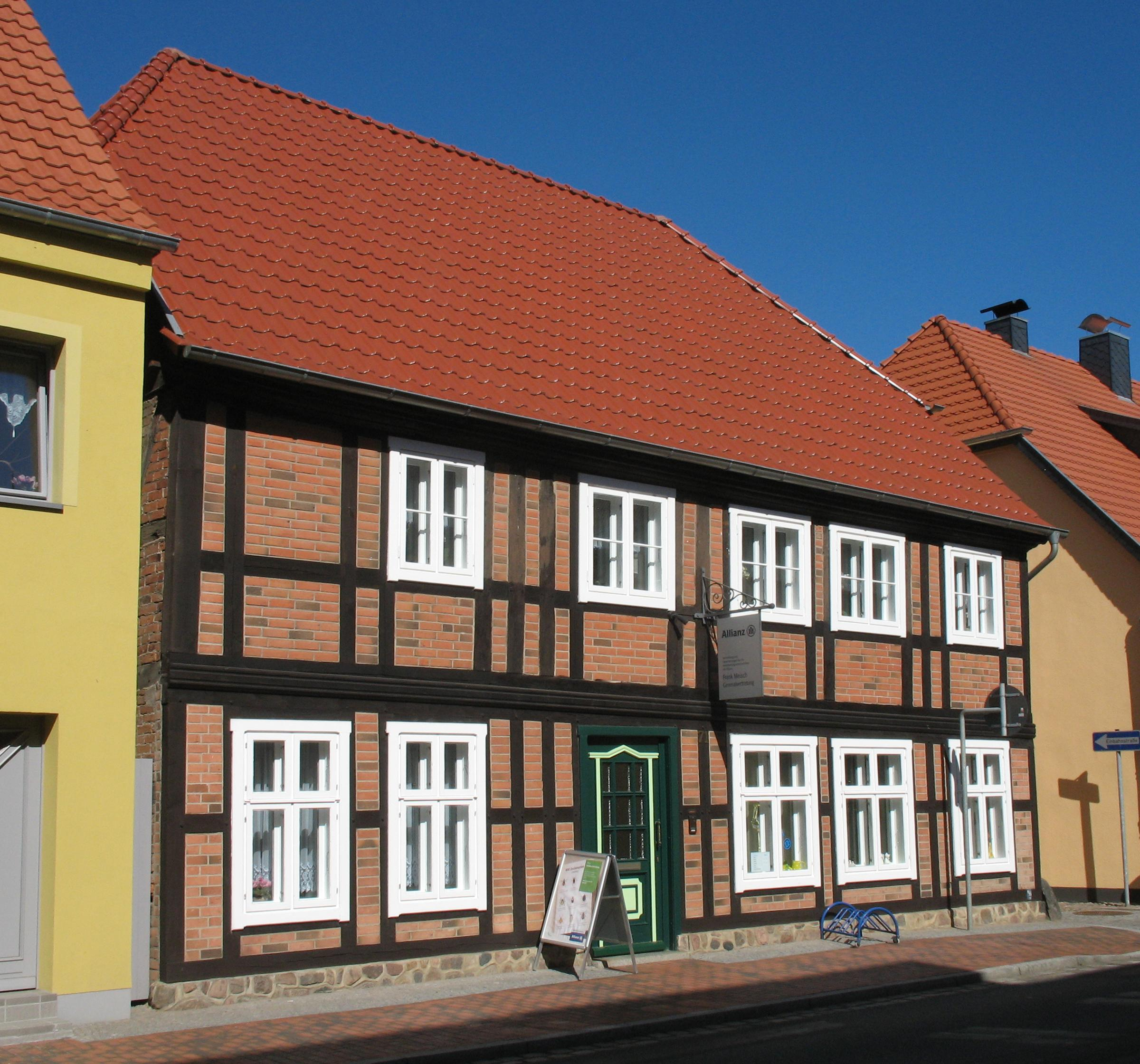
Nr. 71

Die Neben- und Anschlussstraßen wurden benannt als Güstrower Straße nach dem Ort zu dem sie führt, Bollbrügger Weg nach dem herzoglichen Amtsverwalter Carl Friederich Bollbrügge, Neuer Weg, Mühlenstraße nach der Wassermühle Goldberg, Kirchenstraße nach der mittelalterlichen Stadtkirche Goldberg, Amtsstraße nach dem Amtshaus Goldberg aus dem 18. Jahrhundert, Mittelstraße nach der Lage in der Altstadt, Zur Mühle nach der Goldberger Mühle, Heinrich-Eingrieber-Straße nach dem Kunstmaler und Gründer des Heimatmuseums, Kehrwieder als häufiger Straßenname, Wallstraße nach einem früheren Wall der Befestigungsanlage mit den 1792 zugeschütteten Gräben, Werderstraße, die zur Windmühle Goldberg von 1863 führt, Bahnhofstraße nach dem Bahnhof an der Bahnstrecke Wismar–Karow, Raiffeisenstraße nach der einst landwirtschaftsnahen Raiffeisenbank und Lübzer Straße nach der Nachbarstadt.

## Geschichte

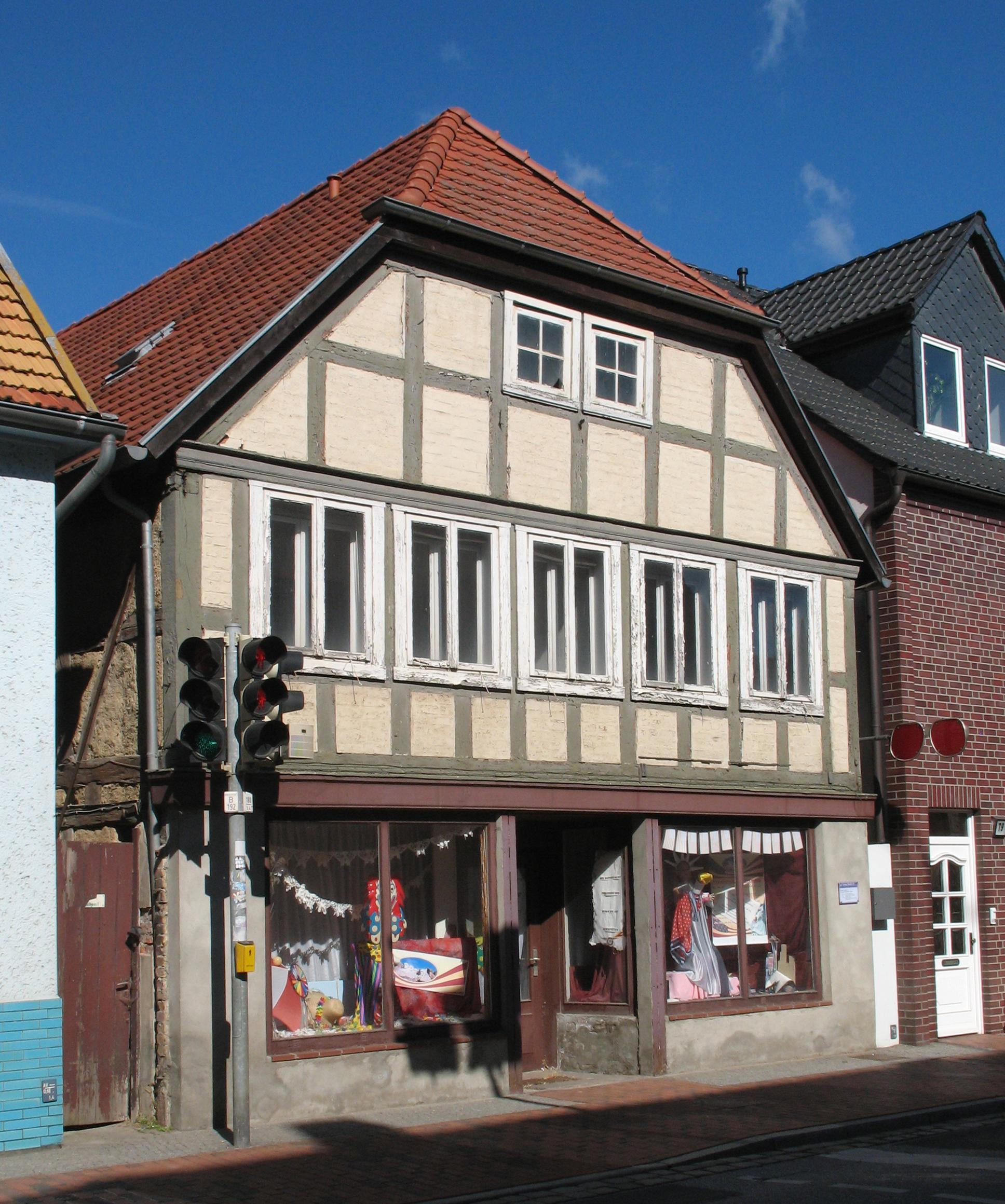
Nr. 81

Die Stadt Goldberg mit 3392 Einwohnern (2020) wurde 1227 erstmals als Gols erwähnt und erhielt 1248 das Stadtrecht (civis). Die Ackerbürgerstadt entwickelte sich beidseitig der Straße, die von Güstrow nach Lübz führt. Ein Großbrand von 1500 vernichtete Goldberg völlig.
Die Straße wurde ab dem 19. Jahrhundert zu der zentralen Haupt- und Einkaufsstraße, an der Rathaus, Post, Feuerwehr und Läden entstanden. Um 1937 wurde die Straße von Brüel über Sternberg, Goldberg, Plau am See, Waren (Müritz) bis Neubrandenburg zur Reichsstraße, später Fern- und dann Bundesstraße 192.
Im Rahmen der Städtebauförderung erfolgte in den 1990er Jahren die Sanierung der Bundesstraße.

## Gebäude (Auswahl)

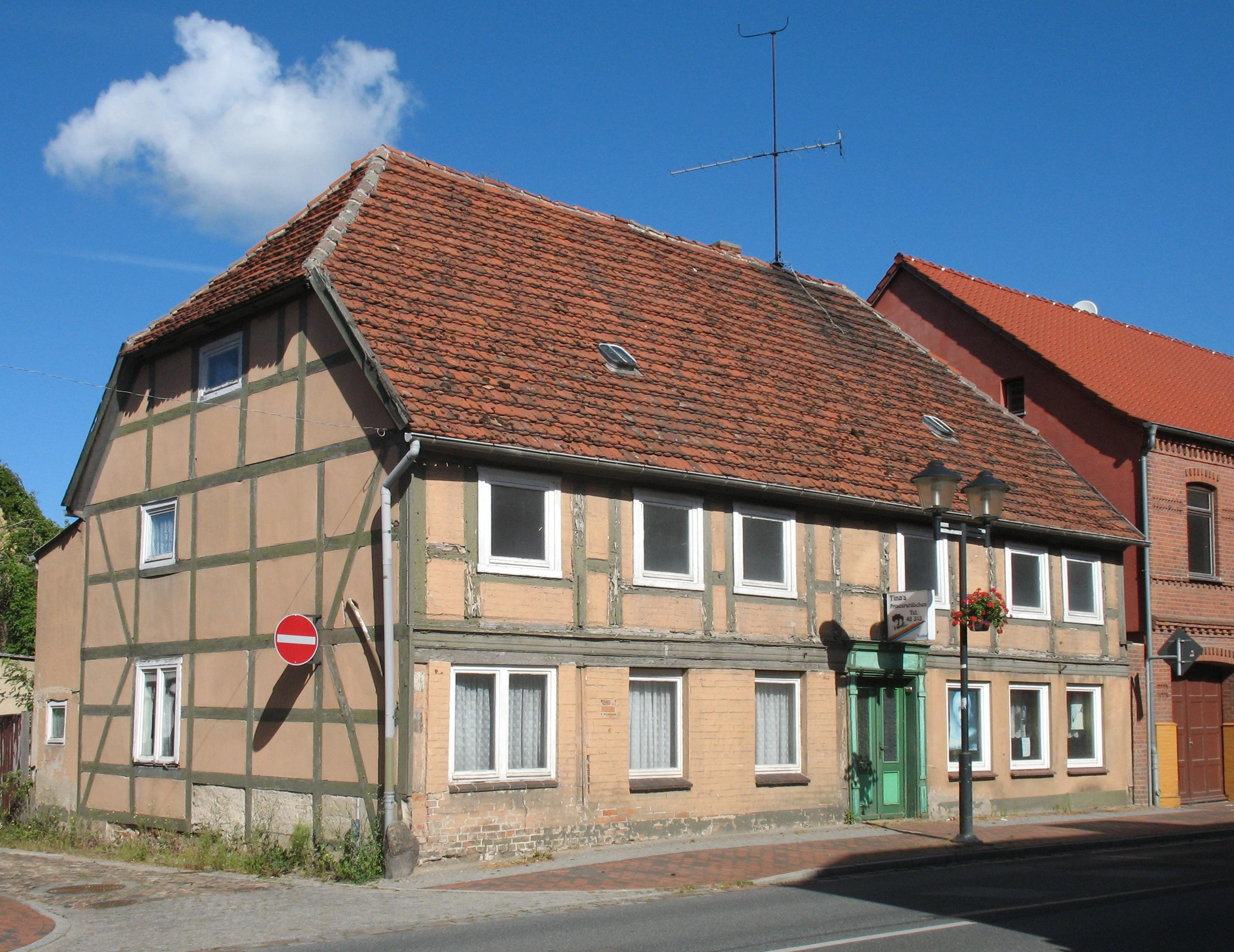
Nr. 97

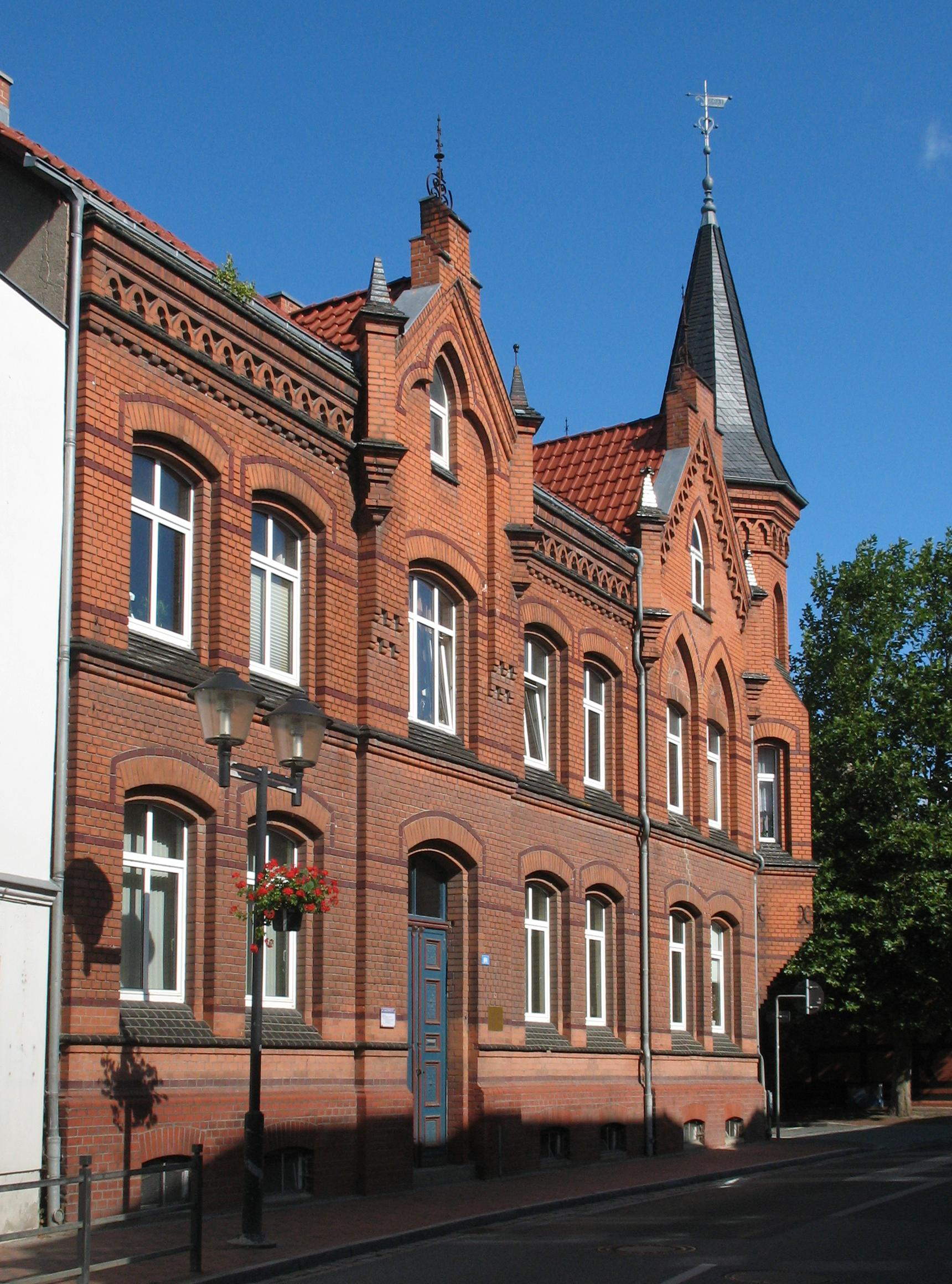
Nr. 101

Die Straße hat überwiegend zweigeschossige Gebäude, viele davon denkmalgeschützt:
- Nr. 26: 2-gesch. Feuerwehr mit denkmalgeschütztem Feuerwehrturm (D)
- Brücke über die Mildenitz
- Nr. 28: 2-gesch. Wohnhaus (D)
- Nr. 35: 2-gesch. Wohnhaus (D)
- Nr. 39: 2-gesch. Wohnhaus (D)
- Nr. 43: 2-gesch. Wohnhaus mit Hinterhaus (D)
- Nr. 46: 2-gesch. Wohnhaus (D)
- Nr. 47: 2-gesch. Wohnhaus (D)
- Nr. 50: 2-gesch. Wohnhaus (D)
- Nr. 57: 2-gesch. Rathaus mit Touristinformation (D), klassizistischer Putzbau von 1828 oder 1832 mit Mansarddach und Fledermausgauben, Fassadenbetonung durch mittige Nische und darüber Dreiecksgiebel, neogotischer Dachreiter von 1853.
- Nr. 67: 2-gesch. ehem. Wohnhaus (D), verklinkertes Gründerzeiteckhaus, heute Polizeistation
- Nr. 71: 2-gesch. Wohnhaus (D), Fachwerkbau mit Krüppelwalmdach, siehe Lange Straße 71 (Goldberg)
- Nr. 75a: 2-gesch. Wohn- und Geschäftshaus (D)
- Nr. 81: 2-gesch. Wohn- und Geschäftshaus (D), Fachwerkbau mit Krüppelwalmdach
- Nr. 86: 2-gesch. Wohnhaus (D)
- Nr. 93: 2-gesch. Wohnhaus (D)
- Nr. 94: 2-gesch. Wohn- und Geschäftshaus (D), Fachwerkgebäude vom 18. Jh. mit Krüppelwalmdach, siehe Lange Straße 94 (Goldberg)
- Nr. 96: 2-gesch. Wohn- und Geschäftshaus mit Grillstation
- Nr. 97: 2-gesch. Wohnhaus (D), Fachwerkbau mit Krüppelwalmdach
- Nr. 98: 2-gesch. Wohn- und Geschäftshaus (D)
- Nr. 100: 2-gesch. Wohnhaus (D)
- Nr. 101: 2-gesch. Wohnhaus (D), verklinkerter Bau aus der Gründerzeit mit zwei Zwerchgiebeln
- Nr. 102: 2-gesch. Hotel Stadt Hamburg (D)
- Nr. 103/103a: 2- und 3-gesch. Hotel (D)
- Nr. 107: 2-gesch. Wohn- und Geschäftshaus (D), Fachwerkbau mit Walmdach und Zwerchgiebel
- Nr. 108: 2-gesch. verputztes Wohn- und Geschäftshaus mit Laden
- Nr. 109: 2-gesch. Sparkasse Mecklenburg-Schwerin – Zweigstelle Goldberg
- Nr. 111: 2-gesch. Wohn- und Geschäftshaus mit Restaurant
- Nr. 112: 2-gesch. Wohn- und Geschäftshaus mit Apotheke
- Nr. 114: 2-gesch. Wohn- und Geschäftshaus (D)
- Nr. 115: 2-gesch. Post (D), Klinkerbau der Gründerzeit
- Nr. 116: 2-gesch. Wohn- und Geschäftshaus (D), einst Fachwerk-Wohnhaus von John Brinckman
- Nr. 118: 2-gesch. Wohn- und Geschäftshaus (D) Wohnhaus, heute Bäckerei
- Gegenüber der Post: Kriegerdenkmal 1870/71, Skulptur von Christian Daniel Rauch

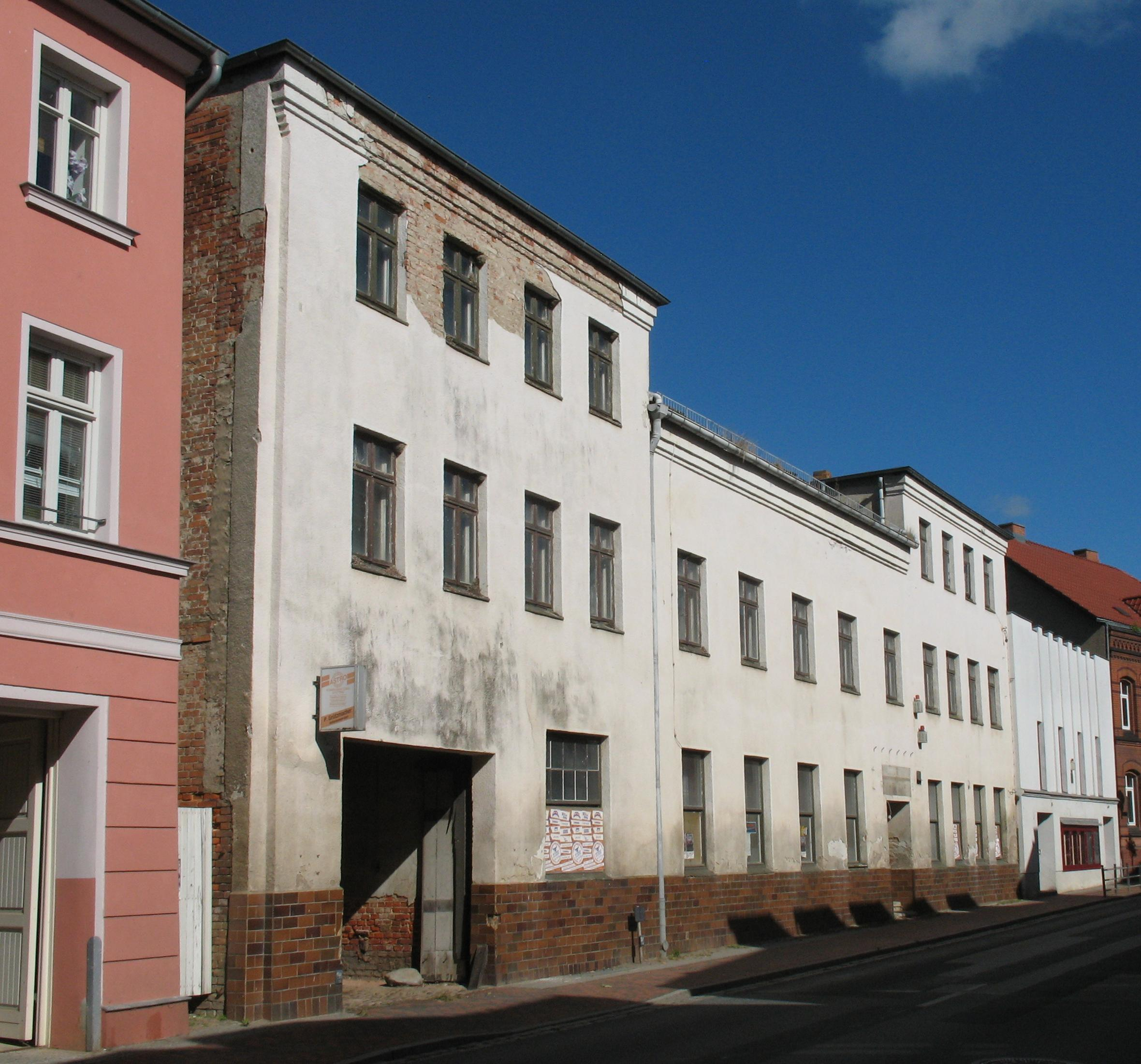
Nr. 103
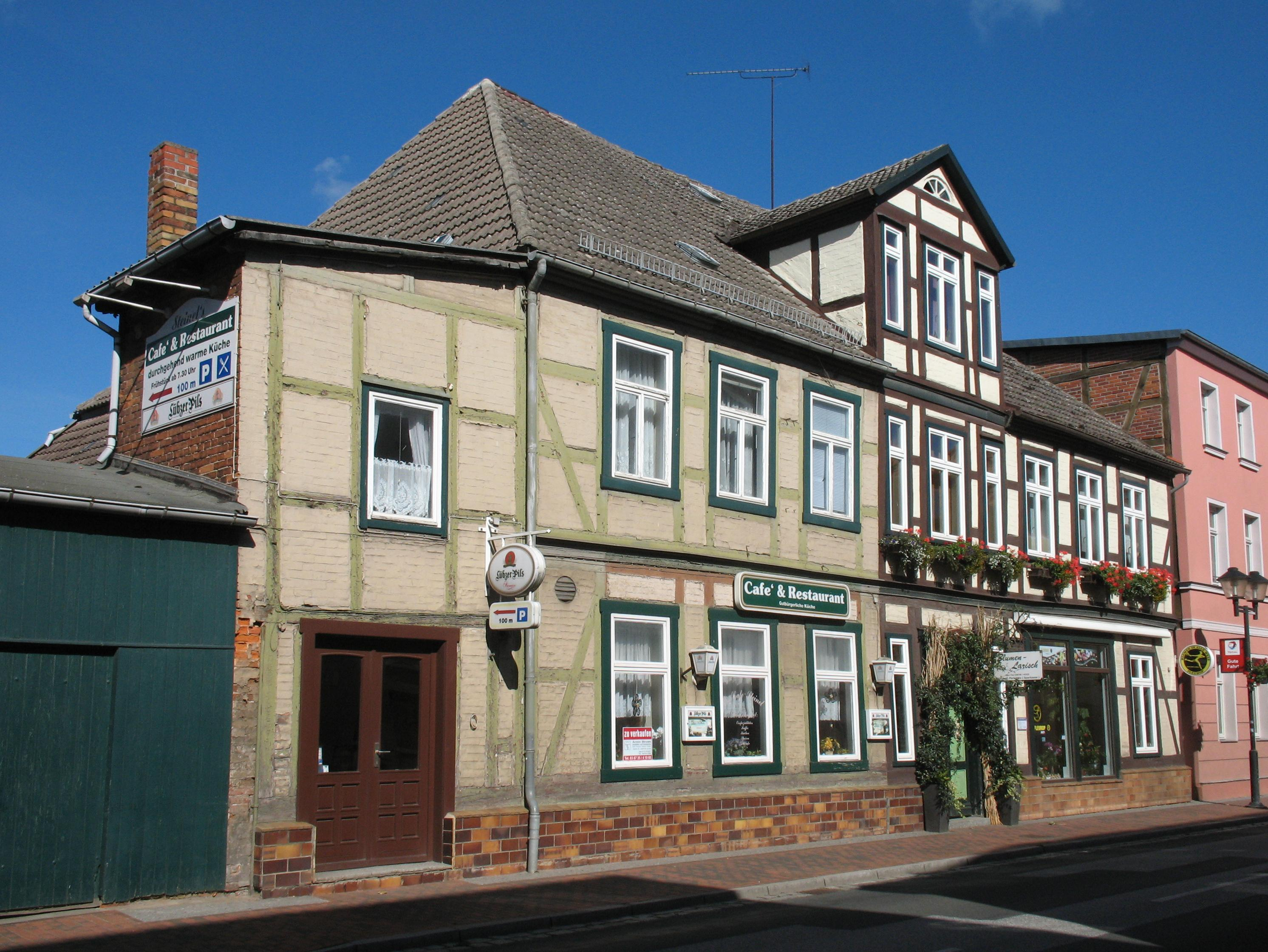
Nr. 107
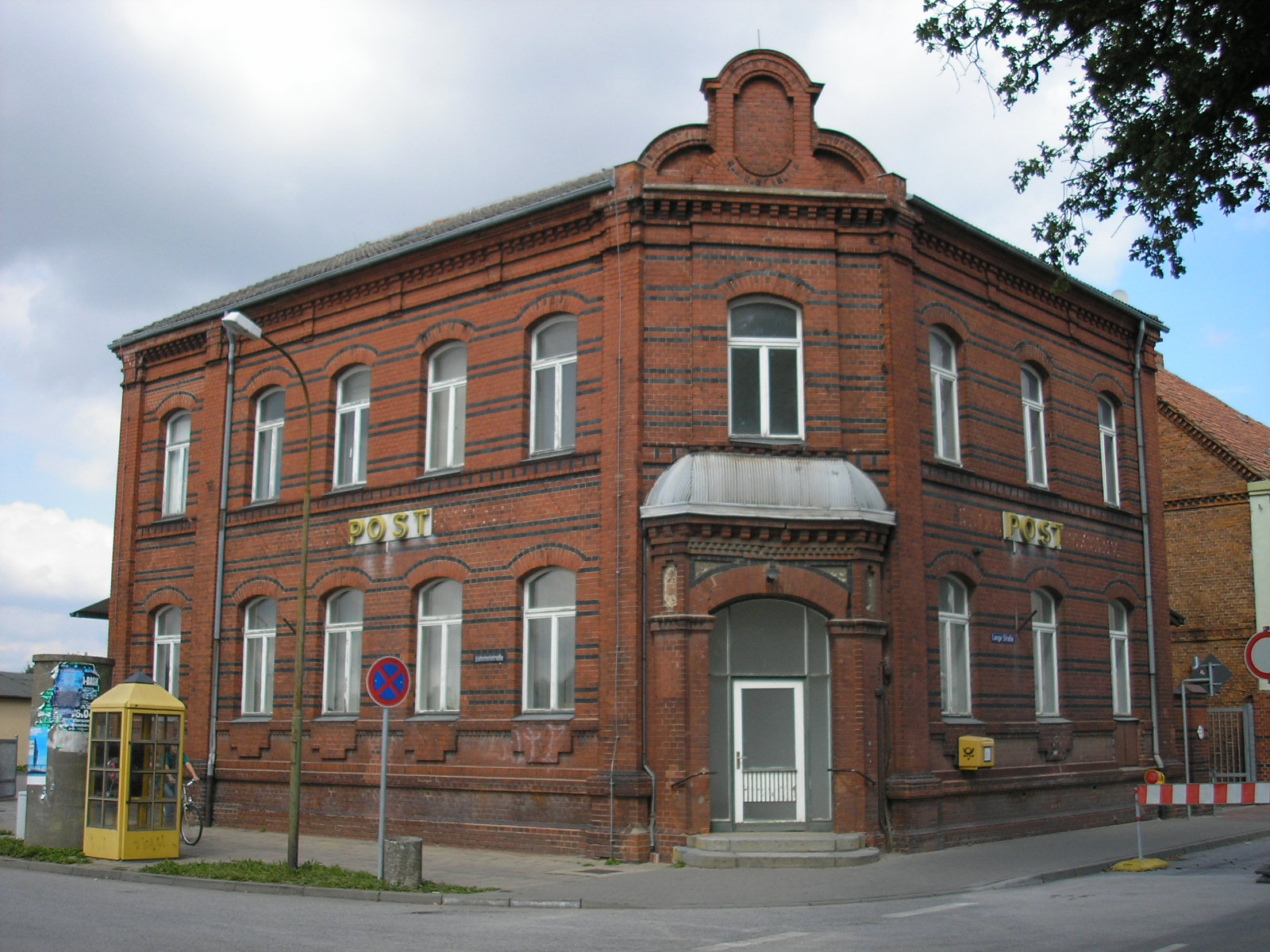
Nr. 115: Post
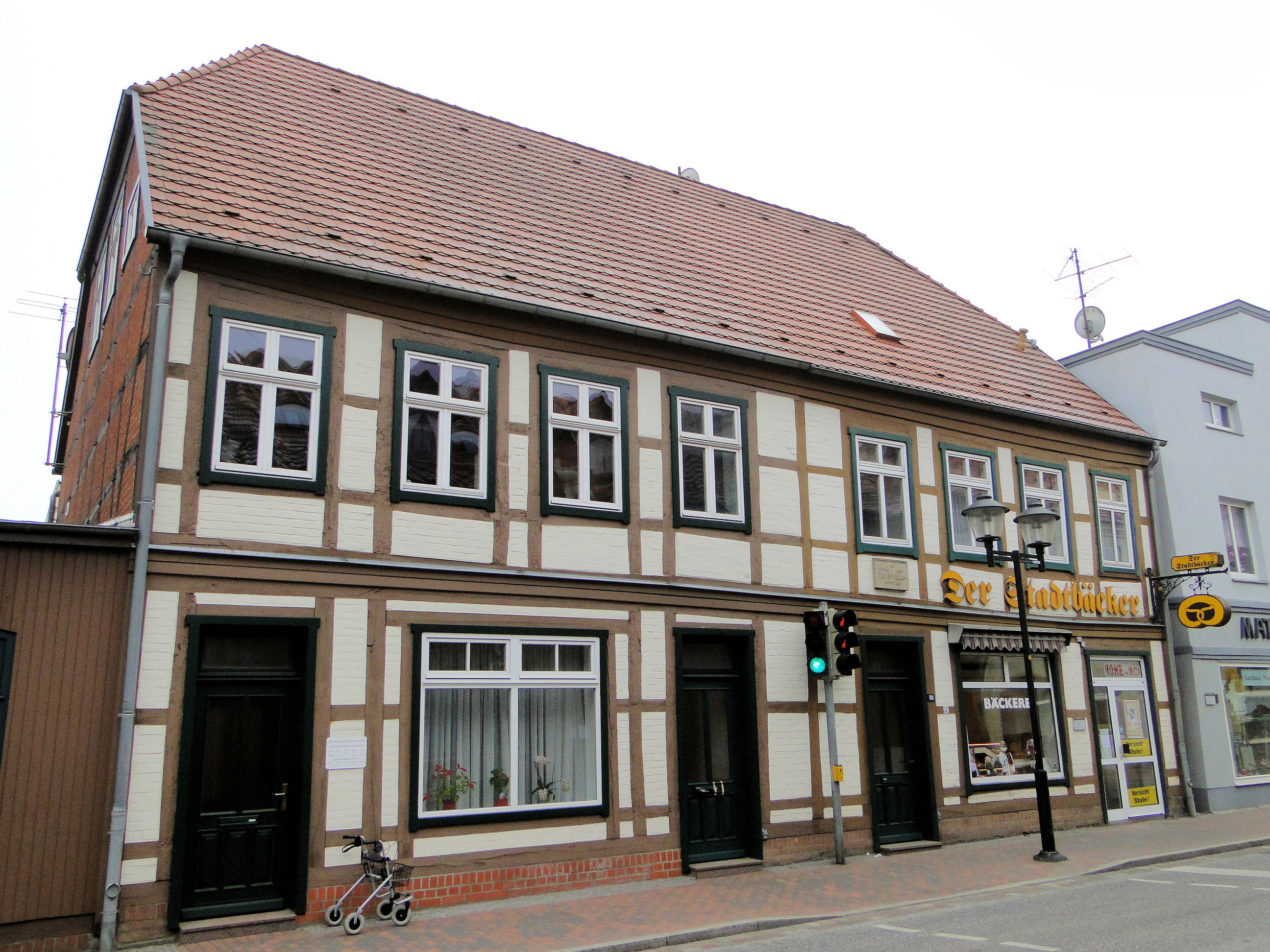
Nr. 116: Brinckmanhaus